# Северный полюс-4
«Северный полюс-4» (СП-4) — советская научно-исследовательская дрейфующая станция.

## История
Арктическая полярная станция открыта 8 апреля 1954 года. Дрейфовала на паковом льду (сравнительно тонком и недолговечном).
В марте 1954 года для доставки оборудования (включая бульдозеры) на арктическую исследовательскую станцию «Северный полюс — 4» (СП-4), расположенную на льдине недалеко от Северного полюса, использовались планеры Як-14. Сначала бульдозер доставили на мыс Шмидта четырьмя самолётами в разобранном виде. Перелёт был осуществлен из Москвы и занял 109 часов. Доставить бульдозер на станцию СП-4 было решено одним планером, но при этом пошли на нарушения, так как вес на 700 килограмм был больше грузоподъемности Як-14. В другие планеры загрузили двигатели с электрогенераторами, буровой станок и РЛС системы посадки. Через 4 часа 40 минут планеры произвели посадку на ледовом аэродроме, а буксировщики после отцепки вернулись на остров Врангеля. Это единственный случай использования планеров для транспортировки в Арктике.
Во второй состав полярников СП-4 были включены три офицера и два солдата-радиоразведчика ГРУ, задачей которых было получение информации об американо-канадской линии «Дью».
СП-4 закончила дрейф 19 апреля 1957 года. Прошла от 75°48′ с. ш. 178°25′ з. д. до 85°52′ с. ш. 00°00′ з. д. в общей сложности 6 970 километров. Начальник экспедиции — Евгений Толстиков.

## Участники

### Первая смена
1. Е. И. Толстиков — начальник
2. Дралкин А. Г. — заместитель начальника
3. Демьянов Н. И. — начальник гидрологического отряда
4. Извеков М. В. — океанолог
5. Казнов В. Д. — метеоролог
6. Овчинников Л. Ф. — начальник аэрометеорологического отряда
7. Щекин А. Е. — аэролог
8. Бабарыкин В. К. — аэролог
9. Силин Г. М. — аэролог
10. Деларов А. И. — магнитолог
11. Шутяев А. И. — механик
12. Ширков Н. А. — механик
13. Заведеев И. В. — заврадио
14. Целищев П. Д. — радист
15. Палеев Н. Р. — врач
16. Тихонов Б. Н. — повар
17. Слюнин Ю. С. — повар
18. Соловьёв Н. С. — кинооператор
19. Лазовский Е. Д. — кинооператор
20. Иванов М. И. — инженер аэродромной службы
21. Уваренко Н. Р. — начальник локаторной группы
22. Кузнецов В. А. — оператор
23. Зинченко М. В. — техник
24. Скляров В. Г. — связист
25. Иванов М. В. — связист
26. Мельников В. Е. — экипаж вертолёта
27. Черногорский Н. Г. — экипаж вертолёта
28. Прохоров А. Д. — экипаж вертолёта
29. Горохов Е. С. — экипаж вертолёта